# Gaston Dron
Gaston Dron (* 19. März 1924 in Clichy; † 23. August 2008 in Dreux) war ein französischer Radrennfahrer.

## Sportliche Laufbahn
Dron war Teilnehmer der Olympischen Sommerspiele 1948 in London. Im Tandemrennen gewann er mit seinem Partner René Faye die Bronzemedaille beim Sieg von Ferdinando Terruzzi und Renato Perona aus Italien.